# 천안서북경찰서
천안서북경찰서(天安西北警察署, Cheonan Seobuk Police Station)는 충청남도경찰청이 관할하는 경찰서 중 하나이다. 충청남도 천안시 서북구 지역을 관할한다. 충청남도 천안시 서북구 번영로 705에 위치하고 있다.
서장은 총경으로 보한다(경무관 격상 확정).

## 기본 정보
- 주소: 충청남도 천안시 서북구 번영로 705
- 우편번호: 331-702

## 관할 파출소 및 지구대
| 명칭       | 사진 | 주소               | 관할구역                     | 치안센터 |
| ---------- | ---- | ------------------ | ---------------------------- | -------- |
| 쌍용지구대 |      | 쌍용12길 3         | 쌍용1·2·3동                  |          |
| 두정지구대 |      | 오성9길 40         | 부성1동, 부성2동 일부        |          |
| 성정지구대 |      | 천안천4길 48       | 성정1·2동                    |          |
| 불당지구대 |      | 불당23길 66        | 불당동, 백석동, 부성2동 일부 |          |
| 성거파출소 |      | 성거읍 성거길 80   | 성거읍                       |          |
| 입장파출소 |      | 입장면 망향로 1088 | 입장면                       |          |
| 성환파출소 |      | 성환읍 성환11길 5  | 성환읍                       |          |
| 직산파출소 |      | 직산읍 삼은2길 27  | 직산읍                       |          |

## 같이 보기
- 충청남도지방경찰청